# Juventus Football Club 1973-1974
Questa voce raccoglie le informazioni riguardanti la Juventus Football Club nelle competizioni ufficiali della stagione 1973-1974.

## Stagione

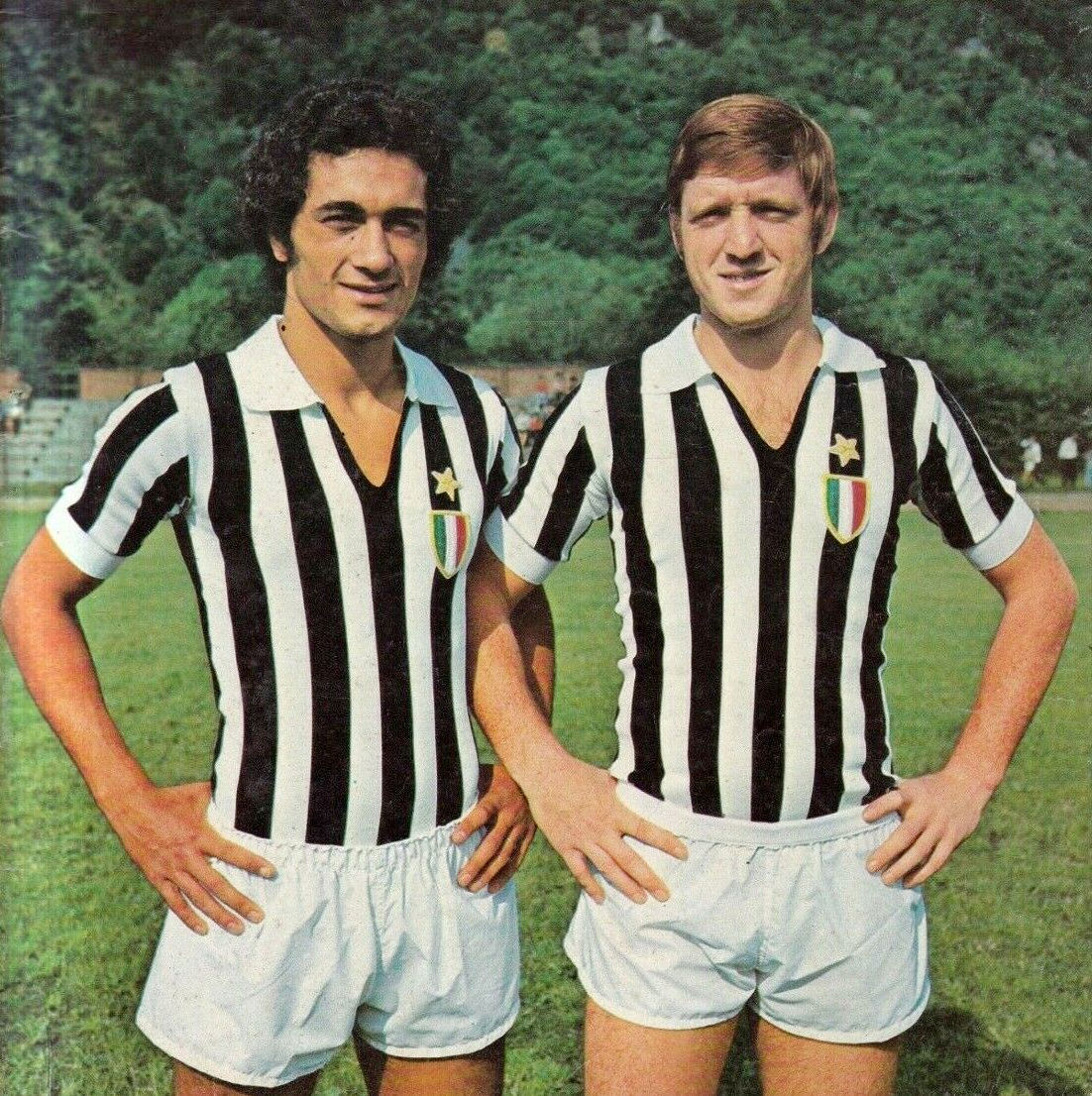
Da sinistra: i giovani neoacquisti Claudio Gentile, futura leggenda juventina, e Giuliano Musiello, al contrario una meteora bianconera.

Nella stagione 1973-1974 la Juventus campione uscente ottiene, con 41 punti, la piazza d'onore in campionato, lasciando alla Lazio, prima con 43 punti, la gioia del primo Scudetto della propria storia; il duo di testa stacca il Napoli, terzo a 36 punti, e l'Inter, quarta a 33 punti.
La squadra bianconera, ancora affidata al cecoslovacco Čestmír Vycpálek e pressoché riconfermata in toto, eccezion fatta per l'uscita del trequartista Helmut Haller, di ritorno in patria dopo oltre un decennio trascorso in Serie A, e per l'acquisto del promettente terzino Claudio Gentile dai cadetti del Varese, dispone del migliore attacco del campionato con 50 reti: tuttavia, cede il passo a una formazione biancoceleste che, già rivale a sorpresa dodici mesi prima, si prende il primo posto della classifica il 23 dicembre 1973 per non lasciarlo più fino al termine del torneo. Migliori marcatori bianconeri in campionato sono Pietro Anastasi con 16 reti, Antonello Cuccureddu con 12 reti e Roberto Bettega con 8 reti.

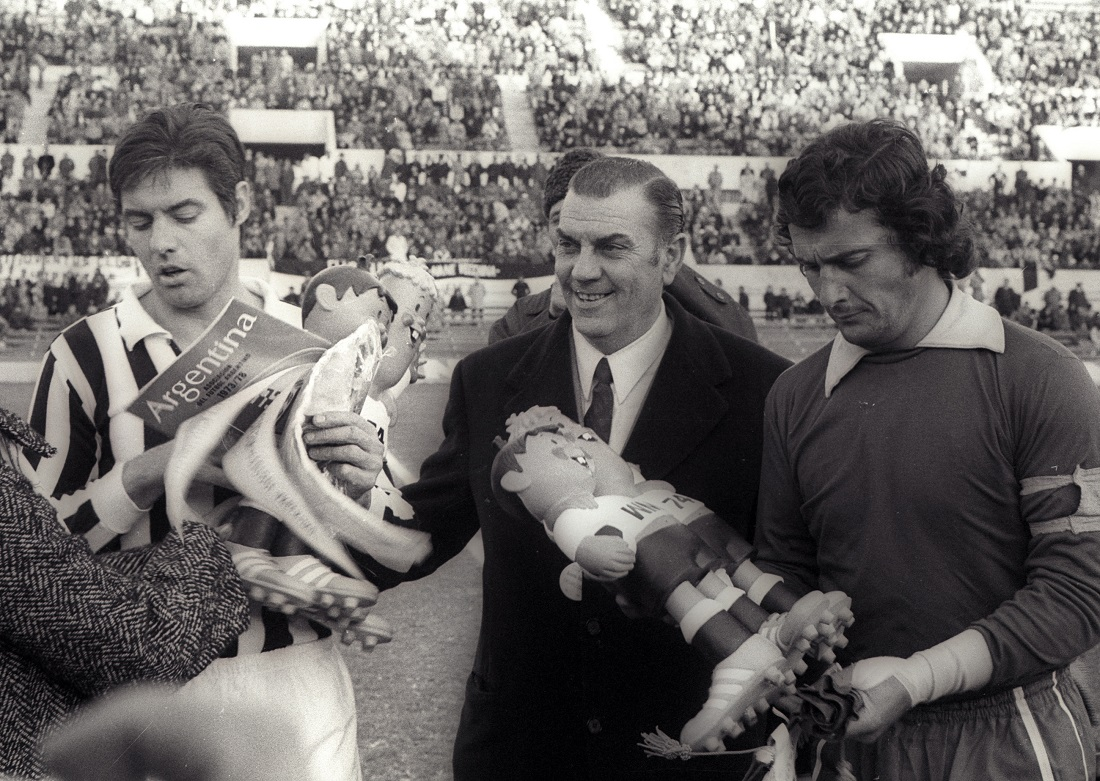
Da sinistra: il capitano juventino Sandro Salvadore e quello rojo Santoro prima dell'inizio della Coppa Intercontinentale 1973, a cui i torinesi ebbero accesso grazie alla rinuncia dell' campione d'Europa.

Nel primo turno di Coppa Italia la Juventus primeggia nel proprio girone di qualificazione eliminando le meno quotate SPAL, Ascoli, Foggia e Arezzo; nel secondo turno, giocato sempre a gironi tra gennaio e maggio, chiude invece al secondo posto il proprio raggruppamento, sopravanzando Cesena e Lazio ma chiudendo dietro al sorprendente Palermo, formazione di Serie B che ottiene così l'accesso alla finale poi persa col Bologna. In questa manifestazione il migliore fromboliere bianconero è ancora Anastasi con 7 reti.
Breve il cammino in Coppa dei Campioni, dove i torinesi vengono eliminati nel doppio confronto del primo turno dai tedeschi orientali della Dinamo Dresda. La Juventus ha inoltre modo di disputare la finale della Coppa Intercontinentale, in quanto finalista uscente di Coppa – a seguito della rinuncia da parte dell'Ajax campione d'Europa in carica –: gli uomini di Vycpálek incontrano gli argentini dell'Independiente in gara unica a Roma il 28 novembre 1973, uscendo sconfitti di misura solo in prossimità del triplice fischio (0-1).

## Maglia
| Casa | Trasferta | 1ª portiere | 2ª portiere |

## Rosa
| N. |                   | Ruolo | Calciatore                  |
| -- | ----------------- | ----- | --------------------------- |
|    | Italia (bandiera) | P     | Dino Zoff                   |
|    | Italia (bandiera) | P     | Massimo Piloni              |
|    | Italia (bandiera) | D     | Luciano Spinosi             |
|    | Italia (bandiera) | D     | Francesco Morini            |
|    | Italia (bandiera) | D     | Sandro Salvadore (capitano) |
|    | Italia (bandiera) | D     | Silvio Longobucco           |
|    | Italia (bandiera) | D     | Claudio Gentile             |
|    | Italia (bandiera) | D     | Giorgio Mastropasqua        |
|    | Italia (bandiera) | D     | Alessandro Zagano           |
|    | Italia (bandiera) | C     | Franco Causio               |
|    | Italia (bandiera) | C     | Fabio Capello               |

| N. |                   | Ruolo | Calciatore           |
| -- | ----------------- | ----- | -------------------- |
|    | Italia (bandiera) | C     | Antonello Cuccureddu |
|    | Italia (bandiera) | C     | Giuseppe Furino      |
|    | Italia (bandiera) | C     | Fernando Viola       |
|    | Italia (bandiera) | C     | Gianpietro Marchetti |
|    | Italia (bandiera) | C     | Domenico Maggiora    |
|    | Italia (bandiera) | A     | Pietro Anastasi      |
|    | Italia (bandiera) | A     | José Altafini        |
|    | Italia (bandiera) | A     | Roberto Bettega      |
|    | Italia (bandiera) | A     | Giuliano Musiello    |
|    | Italia (bandiera) | A     | Pieraldo Nemo        |
|    | Italia (bandiera) | A     | Paolo Rossi          |

## Risultati

### Serie A

#### Girone di andata
| Arbitro: | Motta (Monza) |

|                                   |           |            |
| Cuccureddu 44’ (rig.) Bettega 76’ | Marcatori | 13’ Pavone |

| Arbitro: | Bernardis (Milano) |

|                             |           |  |
| Cané 45’ Clerici 78’ (rig.) | Marcatori |  |

| Arbitro: | Lo Bello (Siracusa) |

|                                         |           |               |
| Altafini 50’ Bettega 62’ Cuccureddu 86’ | Marcatori | 45’ Chinaglia |

| Bologna 4 novembre 1973, ore 15:00 CET 4ª giornata | Bologna         | 0 – 0 referto | Juventus | Stadio Comunale\| Arbitro: \| Serafino (Roma) \| |
| Arbitro:                                           | Serafino (Roma) |               |          |                                                  |

| Arbitro: | Torelli (Milano) |

|                                        |           |  |
| Cuccureddu 10’, 30’ (rig.) Capello 86’ | Marcatori |  |

| Arbitro: | R. Lattanzi (Roma) |

|                               |           |                   |
| Rivera 21’ (rig.), 87’ (rig.) | Marcatori | 43’, 77’ Anastasi |

| Arbitro: | Reggiani (Bologna) |

|                                                           |           |                |
| Cuccureddu 25’, 26’ Causio 53’ Bet 56’ (aut.) Bettega 65’ | Marcatori | 46’ Zaccarelli |

| Arbitro: | Panzino (Catanzaro) |

|  |           |                |
|  | Marcatori | 74’ Cuccureddu |

| Arbitro: | Levrero (Genova) |

|                          |           |                        |
| Bettega 29’ Anastasi 73’ | Marcatori | 13’ Brignani 49’ Festa |

| Arbitro: | Angonese (Mestre) |

|                   |           |              |
| Gori 45’ Riva 85’ | Marcatori | 50’ Altafini |

| Arbitro: | Toselli (Cormons) |

|              |           |                   |
| Chiarenza 8’ | Marcatori | 25’, 63’ Altafini |

| Arbitro: | Serafino (Roma) |

|                                    |           |  |
| Altafini 72’ Cuccureddu 78’ (rig.) | Marcatori |  |

| Arbitro: | Menicucci (Firenze) |

|                            |           |           |
| Capello 42’ Cuccureddu 73’ | Marcatori | 66’ Orazi |

| Arbitro: | Michelotti (Parma) |

|                           |           |  |
| Merlo 11’ (rig.) Caso 84’ | Marcatori |  |

| Torino 27 gennaio 1974, ore 14:30 CET 15ª giornata | Juventus             | 0 – 0 referto | L.R. Vicenza | Stadio Comunale\| Arbitro: \| Gialluisi (Barletta) \| |
| Arbitro:                                           | Gialluisi (Barletta) |               |              |                                                       |

#### Girone di ritorno
| Foggia 3 febbraio 1974, ore 14:30 CET 16ª giornata | Foggia              | 0 – 0 referto | Juventus | Stadio Pino Zaccheria\| Arbitro: \| Lo Bello (Siracusa) \| |
| Arbitro:                                           | Lo Bello (Siracusa) |               |          |                                                            |

| Arbitro: | Ciacci (Firenze) |

|                                   |           |                    |
| Capello 7’, 51’ Anastasi 20’, 48’ | Marcatori | 76’ (rig.) Clerici |

| Arbitro: | Panzino (Catanzaro) |

|                                           |           |                     |
| Garlaschelli 5’ Chinaglia 27’, 66’ (rig.) | Marcatori | 55’ (rig.) Anastasi |

| Arbitro: | Casarin (Milano) |

|                       |           |                    |
| Cuccureddu 58’ (rig.) | Marcatori | 81’ (rig.) Savoldi |

| Arbitro: | Gialluisi (Barletta) |

|  |           |                |
|  | Marcatori | 12’ Cuccureddu |

| Arbitro: | Menegali (Roma) |

|                           |           |  |
| Anastasi 46’ Altafini 79’ | Marcatori |  |

| Verona 24 marzo 1974, ore 15:00 CET 22ª giornata | Verona          | 0 – 0 referto | Juventus | Stadio Marcantonio Bentegodi\| Arbitro: \| Serafino (Roma) \| |
| Arbitro:                                         | Serafino (Roma) |               |          |                                                               |

| Arbitro: | Motta (Monza) |

|                       |           |              |
| Cuccureddu 17’ (rig.) | Marcatori | 38’ Graziani |

| Arbitro: | Lo Bello (Siracusa) |

|  |           |                          |
|  | Marcatori | 6’ Anastasi 69’ Altafini |

| Arbitro: | Barbaresco (Cormons) |

|            |           |          |
| Causio 84’ | Marcatori | 53’ Riva |

| Arbitro: | Torelli (Milano) |

|                 |           |  |
| Bettega 5’, 58’ | Marcatori |  |

| Arbitro: | Michelotti (Parma) |

|  |           |                  |
|  | Marcatori | 32’, 54’ Bettega |

| Arbitro: | Menicucci (Firenze) |

|                                        |           |                   |
| Domenghini 12’ Negrisolo 42’ Prati 74’ | Marcatori | 16’, 52’ Anastasi |

| Arbitro: | Lo Bello (Siracusa) |

|                       |           |              |
| Anastasi 9’, 78’, 86’ | Marcatori | 83’ De Sisti |

| Arbitro: | Prati (Parma) |

|  |           |                      |
|  | Marcatori | 1’, 8’, 38’ Anastasi |

### Coppa Italia

#### Primo turno
| Arbitro: | Gialluisi (Barletta) |

|                                |           |               |
| Anastasi 21’, 62’ Altafini 68’ | Marcatori | 88’ Carnevali |

| Arbitro: | Gussoni (Varese) |

|  |           |                                                   |
|  | Marcatori | 17’, 77’ (rig.) Cuccureddu 59’, 80’, 88’ Anastasi |

| Arbitro: | Cantelli (Firenze) |

|  |           |                    |
|  | Marcatori | 42’ (aut.) Liguori |

| Arbitro: | Trinchieri (Reggio Emilia) |

|                                                     |           |  |
| Furino 27’ Anastasi 30’ Altafini 52’ Cuccureddu 68’ | Marcatori |  |

#### Secondo turno
| Arbitro: | Gussoni (Varese) |

|                          |           |  |
| Ballabio 21’ Barbana 87’ | Marcatori |  |

| Roma 23 gennaio 1974, ore 14:30 CET 2ª giornata | Lazio              | 0 – 0 referto | Juventus | Stadio Olimpico\| Arbitro: \| Bernardis (Milano) \| |
| Arbitro:                                        | Bernardis (Milano) |               |          |                                                     |

| Arbitro: | V. Lattanzi (Roma) |

|             |           |            |
| Spinosi 36’ | Marcatori | 45’ Toschi |

| Arbitro: | Prati (Parma) |

|             |           |             |
| Anastasi 5’ | Marcatori | 55’ Buttini |

| Arbitro: | Lazzaroni (Milano) |

|                            |           |  |
| Bettega 1’, 55’ Causio 75’ | Marcatori |  |

| Arbitro: | Ciacci (Firenze) |

|  |           |              |
|  | Marcatori | 84’ Musiello |

### Coppa dei Campioni
| Arbitro: | Bucheli |

|                         |           |  |
| Kreische 29’ Schade 42’ | Marcatori |  |

| Arbitro: | Loraux |

|                                       |           |                    |
| Furino 9’ Altafini 25’ Cuccureddu 31’ | Marcatori | 24’ Rau 75’ Sachse |

### Coppa Intercontinentale
| Arbitro: | Delcourt |

|  |           |             |
|  | Marcatori | 79’ Bochini |